# Xingumiervogel
De xingumiervogel (Willisornis vidua) is een zangvogel uit de familie Thamnophilidae (miervogels).

## Verspreiding en leefgebied
Deze soort komt voor in het Amazonegebied van Brazilië en telt twee ondersoorten:
- W. v. nigrigula (Snethlage, E, 1914): amazonisch centraal Brazilië
- W. v. vidua (Hellmayr, 1905): amazonisch noordoostelijk Brazilië

## Status
De grootte van de populatie is niet gekwantificeerd maar de soort wordt omschreven als vrij algemeen. Op de Rode lijst van de IUCN heeft deze soort de status niet bedreigd.